# Virgin Trains
Virgin Trains – dawny brytyjski przewoźnik kolejowy, posiadający koncesję na obsługę grupy tras dalekobieżnych łączących Londyn z miastami regionu West Midlands, północno-zachodniej Anglii, północnej Walii oraz Szkocji. Okres koncesyjny rozpoczął się 9 marca 1997 i dobiegł końca w grudniu 2019. Przedsiębiorstwo było spółką dwóch brytyjskich koncernów: Virgin Group (51% udziałów) oraz Stagecoach Group (49%).

## Tabor
W 2009 roku Virgin Trains korzystało z następujących jednostek:
- British Rail Class 221 (20 zestawów)
- British Rail Class 390 (56 zestawów)[3]